# Bogenschnitt (Imkerei)
Der Bogenschnitt ist eine Methode in der Königinnenzucht der Imkerei, bei der aus einer Brutwabe eines nachzuchtwürdigen Bienenvolkes ein Ausschnitt entfernt wird. Ziel ist es, günstige Bedingungen für die Nachschaffung von Bienenköniginnen (Weiseln) durch ein weiselloses Pflegevolk zu schaffen. Die Technik ermöglicht eine effiziente Erzeugung sowie eine vereinfachte Entnahme von Nachschaffungszellen.

## Vorgehensweise
Beim Bogenschnitt wird in eine Brutwabe eines ausgewählten Bienenvolkes ein Schnitt gesetzt, sodass im darüberliegenden Bereich vorwiegend Eier und sehr junge Arbeiterinnenlarven (0–1 Tage alt) verbleiben. Der Teil der Wabe unterhalb der Schnittkante wird entfernt.
Diese vorbereitete Brutwabe wird anschließend in ein weiselloses Pflegevolk eingebracht, das keine offene Brut mehr enthält. Das Pflegevolk erkennt das Fehlen einer Königin und beginnt mit der Anlage von Nachschaffungszellen, vorwiegend entlang des Schnittbereichs.

## Vorteil der Methode
Durch den Bogenschnitt entsteht bei der Wabe unterhalb der Schnittkante ein Freiraum, in dem die Bienen besonders gerne nach unten gerichtete Nachschaffungszellen bauen. Diese Zellen sind leichter zu entnehmen und weiterzuverwenden als Zellen, die auf der flachen Wabenfläche entstehen.